# John Wood Dodge

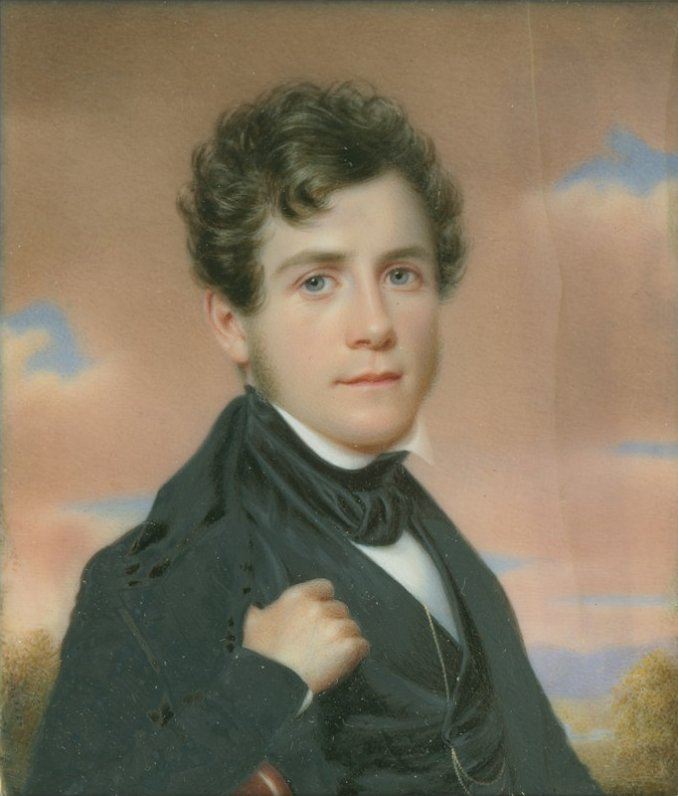
Selbstporträt im Alter von 32 Jahren von John Wood Dodge, um 1839, Aquarell auf Elfenbein. Cantor Art Center

John Wood Dodge (* 4. November 1807 in New York City; † 7. Dezember 1893 in Pomona, Tennessee) war ein US-amerikanischer Maler, der vor allem für seine Porträtminiaturen auf Elfenbein und seine frühe Beschäftigung mit der Fotografie bekannt ist. Er zählte zu den bekanntesten und erfolgreichsten Porträtminiaturmalern seiner Zeit. Darüber hinaus war er ein talentierter Dioramabauer.

## Leben
John Wood Dodge war Autodidakt. In einer bürgerlichen Familie in New York City geboren, absolvierte er mit etwa sechzehn Jahren eine vierjährige Lehre bei einem Schilder- und Ornamentmaler. Von 1826 bis 1827 kopierte er Gemälde und zeichnete nach Gipsabgüssen und Statuen an der National Academy of Design. 1829 stellte er seine Miniaturen in der National Academy aus und wurde 1832 zum assoziierten Mitglied gewählt. Um seine Gesundheit zu verbessern, arbeitete er in den Wintern 1838 und 1839 in Huntsville, Alabama. Im Mai 1840 zog er nach Nashville, kaufte in der Nähe des heutigen Pomona fünftausend Morgen Land und legte einen Apfelgarten an. Um sein Geschäft mit Miniaturen zu erweitern, verkaufte er Stiche einiger seiner Porträts, darunter die von Andrew Jackson und Henry Clay, die zu den beliebtesten gehörten. 

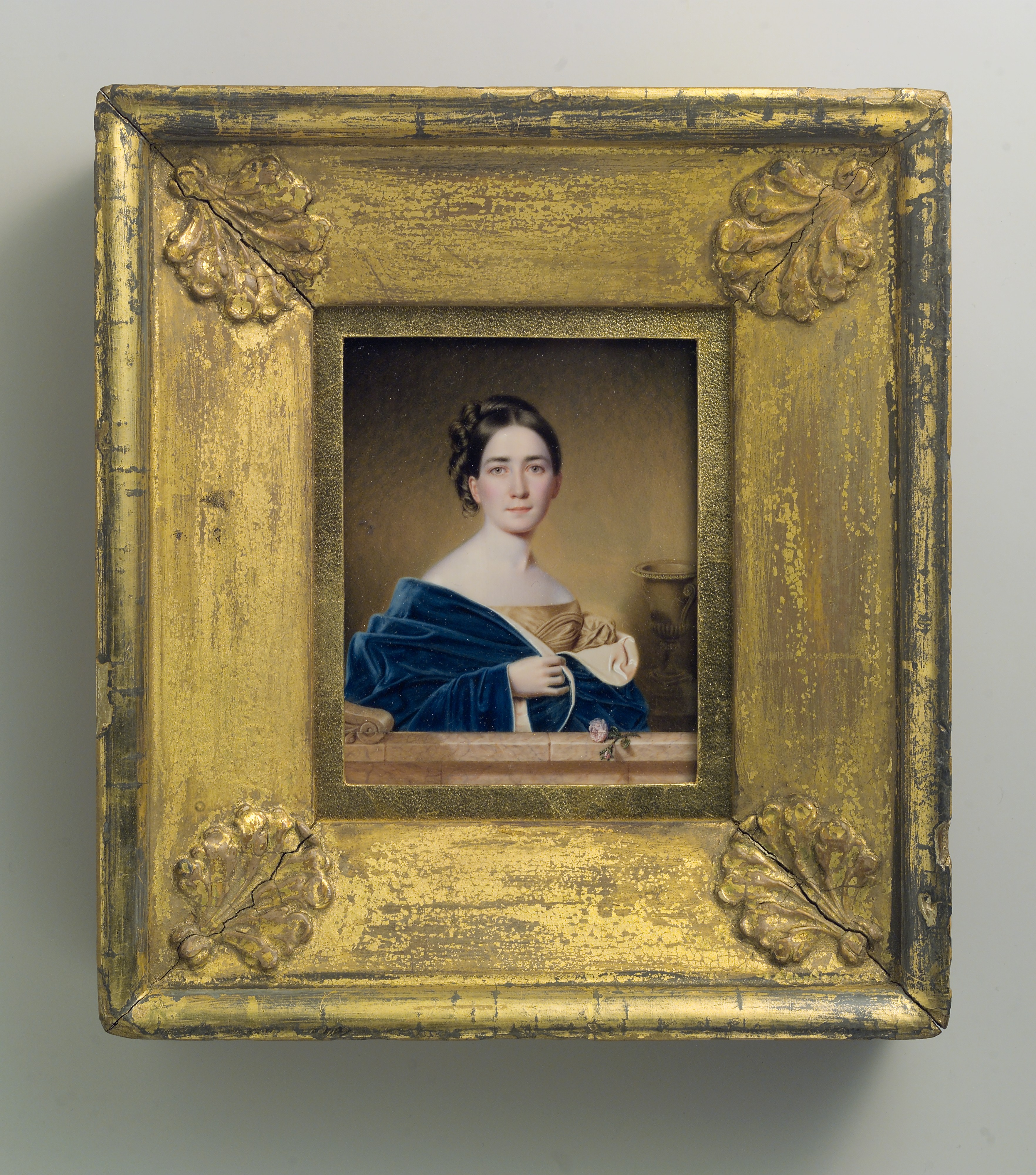
Mrs. John Wood Dodge (Mary Louise Dodge, 1836). Metropolitan Museum of Art, New York

John Wood Dodge reiste auch weiterhin durch den Süden. Als Tennessee 1861 für den Austritt aus der Union stimmte, floh die Familie, die Sympathisanten des Nordens waren, aus dem Staat und kehrten nach New York City zurück. Dort eröffnete John Wood Dodge ein Fotostudio. In den späten 1860er Jahren zog er nach Chicago, malte Miniaturen und große Ölgemälde, kolorierte Fotografien und engagierte sich in der Chicago Academy of Design. Am Ende seines Lebens, in dem er taub geworden war, kehrte er zu seinen Obstplantagen in Tennessee zurück und malte in verschiedenen Genres weiter. In seinem Rechnungsbuch (1828–1864) sind mehr als tausend Miniaturen verzeichnet.

## Werk

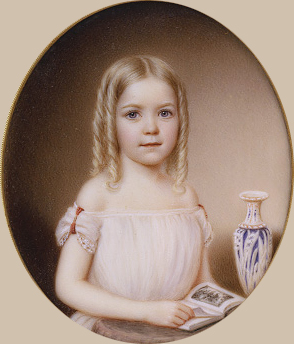
Kate Rosalie, die Tochter von John Wood Dodge

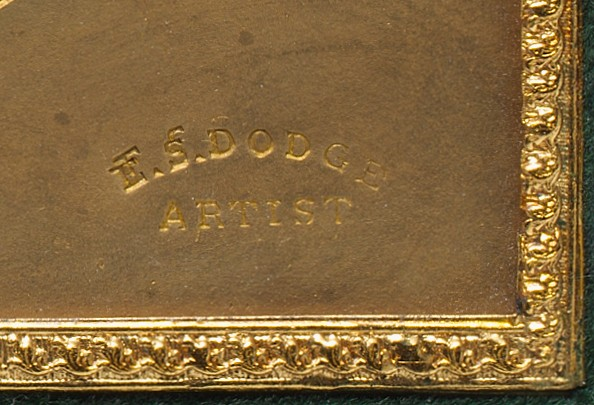
John Wood Dodge, Signaturstempel (ca.1836–37) auf einem Etui

John Wood Dodge spezialisierte sich auf fein detaillierte Porträtminiaturen, die meist auf Elfenbein ausgeführt wurden. Dabei sind Gesicht und Gewänder mit großer Präzision gestaltet. Die Hintergründe sind oft gedeckt oder in pastelligen Strich-Schattierungen gestaltet. Im Jahr 1840 publizierte er den Artikel Painting and Daguerreotype, in dem er die neuartige Fotografie kritisierte. Später wandte er sich jedoch selbst der Fotografie zu und colorierte Porträts. Zu seinen bekanntesten Arbeiten zählen Porträts von Andrew Jackson (1842), das er als „das korrekteste und vollkommenste Bild“ bezeichnete, von Varina Howell Davis (1849) sowie von Familienmitgliedern wie seiner Frau und seiner Tochter. Seine Miniatur von Andrew Jackson diente als Vorlage für eine weit verbreitete Kupferstich-Reproduktion und eine US-Briefmarke („Black Jack“, 1863). Ab etwa 1850 begann er, Daguerreotypien zu erstellen und per Hand zu kolorieren. Nach seiner Rückkehr nach New York fertigte er Fotografien von Andrew Johnson (1865) an, die sich gut verkauften.